# Arimalam
Arimalam es una ciudad y nagar Panchayat situada en el distrito de Pudukkottai en el estado de Tamil Nadu (India). Su población es de 8948 habitantes (2011). Se encuentra a 17 km de Pudukkottai y a 73 km de Thanjavur.

## Demografía
Según el censo de 2011 la población de Arimalam era de 8948 habitantes, de los cuales 4465 eran hombres y 4483 eran mujeres. Arimalam tiene una tasa media de alfabetización del 78,98%, inferior a la media estatal del 80,09%: la alfabetización masculina es del 87,25%, y la alfabetización femenina del 70,69%.